# Młyn wodny w Żarkach
Młyn wodny w Żarkach – XIX-wieczny młyn wodny w miejscowości Żarki, w województwie małopolskim, w powiecie chrzanowskim, w gminie Libiąż. Położony jest nad rzeką Chechło. Obecnie obiekt znajduje się w złym stanie technicznym. Wnętrza są niedostępne do zwiedzania.
Obiekt wpisany został do rejestru zabytków nieruchomych Wojewódzkiego Urzędu Ochrony Zabytków w Krakowie pod numerem A-1203/M.